# カスカベル

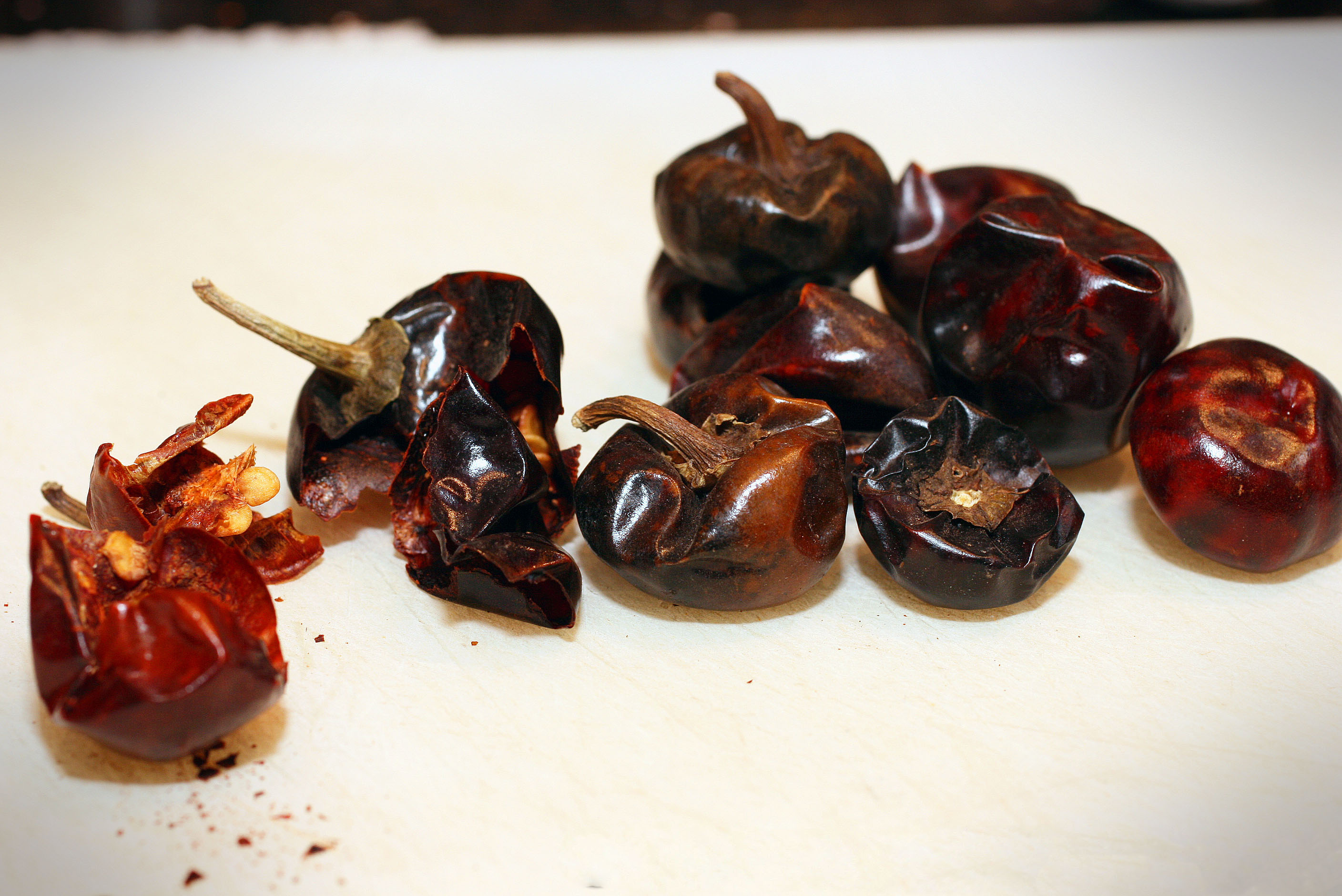
乾燥したカスカベル

カスカベル (Cascabel chiliまたはrattle chili) は、トウガラシの品種の1つであるミラソルの栽培品種である。rattle chiliという英名は、乾燥したカスカベルの果実を振ると、中で種子がカタカタと音を立てる(rattle)ことを意味している。生の果実は直径2-3cmで、chile bola(スペイン語で「球状のトウガラシ」)としても知られる。生の果実の色は緑色から赤色で、乾燥させると色は暗くなる。スコヴィル値は、2,500–8,000である。
コアウイラ州、ドゥランゴ州、ゲレーロ州、ハリスコ州を含むメキシコ中のいくつかの州で栽培されている。